# لامپدوزا الینوزا
لامپدوزا الینوزا (به ایتالیایی: Lampedusa e Linosa) یک کومونه در ایتالیا است که در استان آگریجنتو واقع شده‌است.

## خصوصیات
لامپدوزا الینوزا ۲۵٫۴۸ کیلومترمربع مساحت و ۶٬۳۰۴ نفر جمعیت دارد و ۱۶ متر بالاتر از سطح دریا واقع شده‌است.

## خواهرخوانده
شهرهای باسانو دل گراپا و We`a خواهرخوانده‌های لامپدوزا الینوزا هستند.